# Hasta siempre, comandante
Az Hasta siempre, comandante (kb. 'Mindörökké, parancsnok') egy kubai dal, szerzője Carlos Puebla énekes, gitáros volt. A dal 1965-ben született. A dal szövege mintegy válasz volt Che Guevara Fidel Castróhoz írott búcsúlevelére, melyet akkor írt, amikor Kubát elhagyva Kongóba távozott.
A dal címe egy ismert frázison alapul: ¡Hasta la victoria siempre! (kb. 'Mindig előre a győzelemig!').

## Híres felvételek
Compay Segundo, Víctor Jara, Soledad Bravo, Óscar Chávez, Nathalie Cardone, a Buena Vista Social Club, Al Di Meola, a Barcelona Gipsy Klezmer Orchestra, Jan Garbarek, Jahmila,  Los Trinitarios, Inti Illimani, Tango Feroz, Rey Cabrera, Robert Wyatt, a Soledad Bravo...

## Dalszöveg
Spanyol szöveg:

Aprendimos a quererte

desde la histórica altura

donde el Sol de tu bravura

le puso cerco a la muerte.

(kórus):

Aquí se queda la clara,

la entrañable transparencia,

de tu querida presencia,

Comandante Che Guevara.

Tu mano gloriosa y fuerte

sobre la Historia dispara

cuando todo Santa Clara

se despierta para verte.

(kórus)

Vienes quemando la brisa

con soles de primavera

para plantar la bandera

con la luz de tu sonrisa.

(kórus)

Tu amor revolucionario

te conduce a nueva empresa

donde esperan la firmeza

de tu brazo libertario.

(kórus)

Seguiremos adelante,

como junto a tí seguimos,

y con Cuba te decimos:

«¡Hasta siempre, Comandante!»

(kórus)

Részlet a magyar nyelvű változatból:

Utánad készülünk egyre,

Mióta a hegyekre kapva

Feljött bátorságod napja,

Hogy a halált leteperje.

(kórus):

És itt maradt a világra,

Figyelve fegyvered szavára

A harc, hogy utadat járja,

Comandante Che Guevara.

 Haraszti Miklós fordítása – Költők, dalok, forradalmak (1969)